# Magniviertel

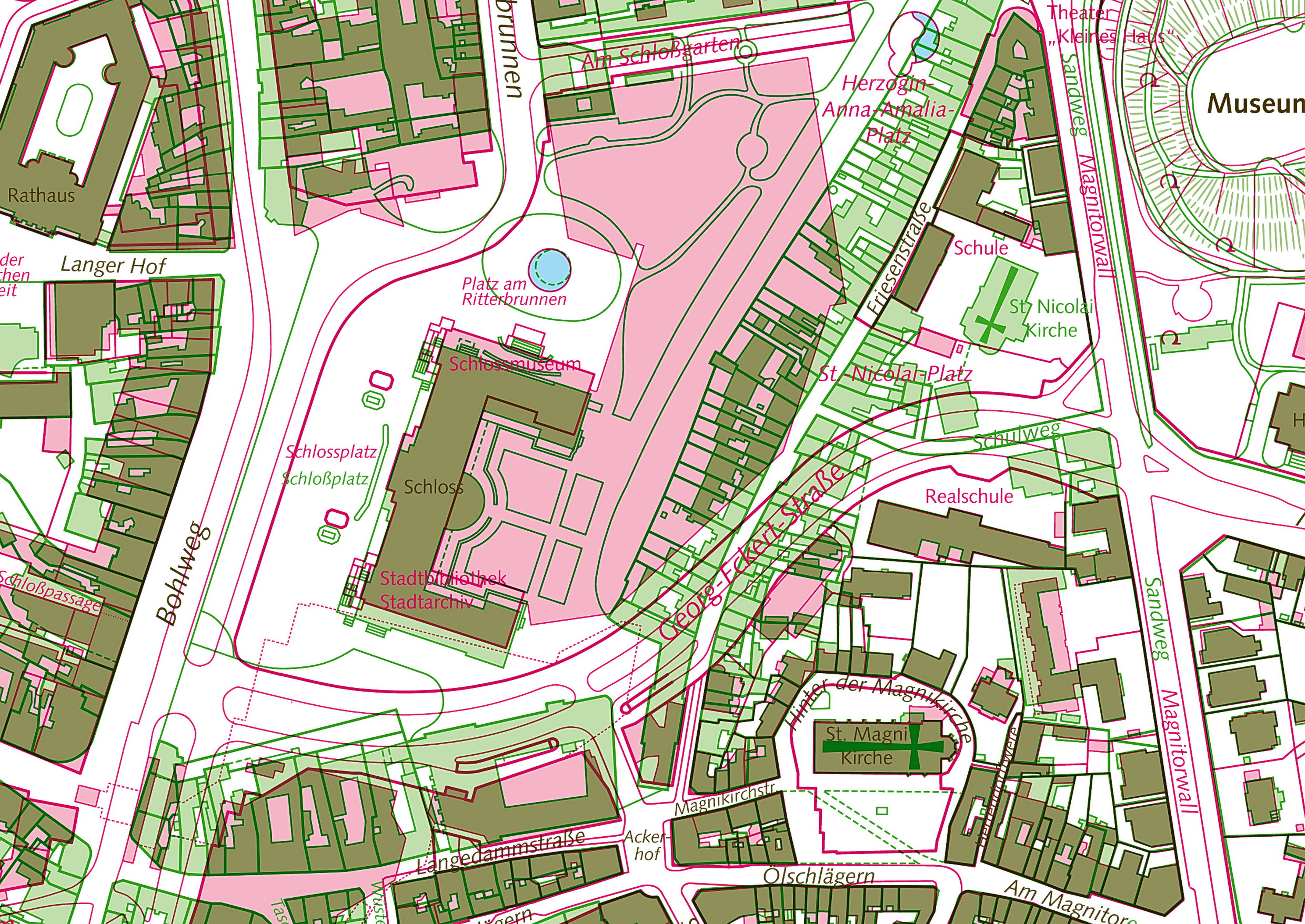
Trennung von Schloss und Magniviertel durch die Georg-Eckert-Strasse, Kartenüberlagerung (1938 und 2010)

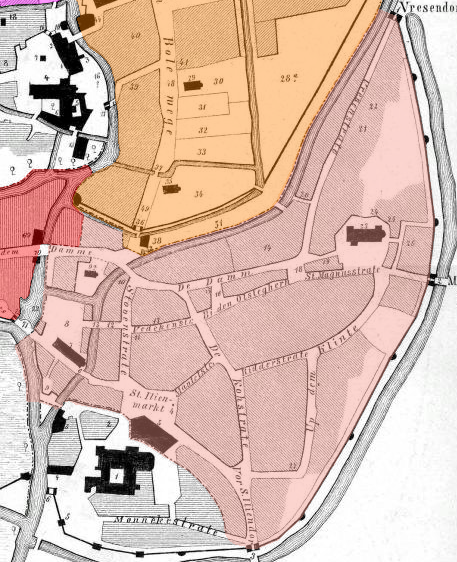
Altewiek um 1400 (in Hellrot). Das schwarze Gebäude rechts außen ist die Magnikirche

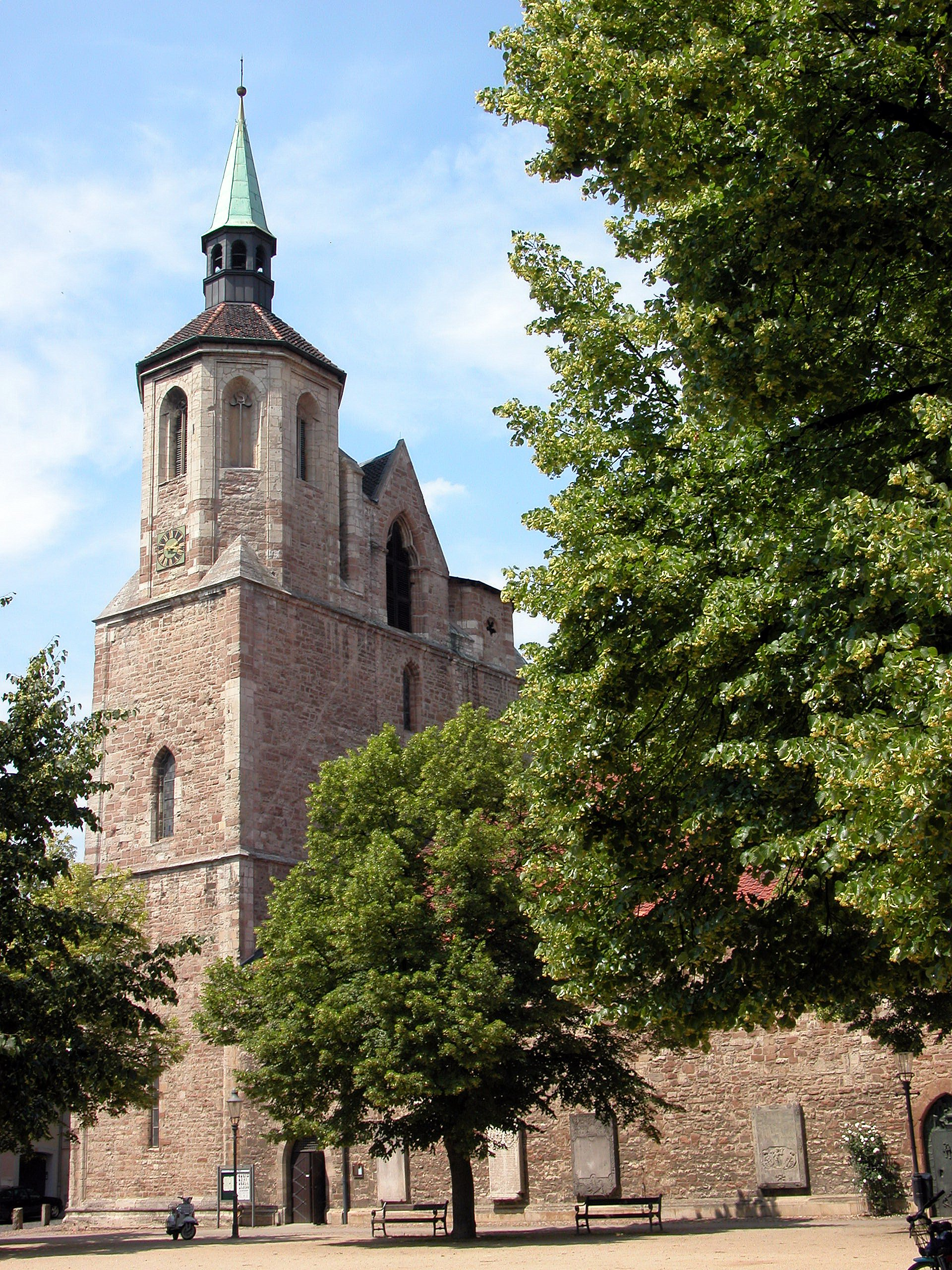
Südostansicht der Magnikirche

Das Magniviertel ist eines der ältesten Viertel der Stadt Braunschweig. Es befindet sich im historischen Weichbild Altewiek und gehört heute zu den fünf sogenannten „Traditionsinseln“ der Stadt.
Das Viertel besteht noch heute aus zahlreichen, größtenteils sehr gut erhaltenen Fachwerkhäusern und ist eines der wenigen verbliebenen Ensemble in der ehemals größten Fachwerkstadt Deutschlands. Durch zahlreiche Luftangriffe während des Zweiten Weltkrieges, insbesondere den Feuersturm des massiven Luftangriffs vom 15. Oktober 1944, wurden 90 % der Braunschweiger Innenstadt zerstört und nur wenige alte Gebäude und Straßenzüge sind in ihrer ursprünglichen Form erhalten geblieben. Ackerhof 2 ist das älteste inschriftlich datierbare Fachwerkhaus Braunschweigs, es trägt die Jahreszahl 1432. Das Gebäude Am Magnitor 1 stammt aus dem Jahr 1490.
Durch eine Vielzahl von Gaststätten entspricht das Viertel wohl am ehesten dem, was in anderen Großstädten als „Altstadt“ verstanden wird, wenngleich in viel kleinerem Maßstab. Seit 1974, zeitgleich mit der Errichtung der Georg-Eckert-Strasse, findet alljährlich am ersten Septemberwochenende das „Magnifest“ statt, ein Straßenfest mit Kleinkunst und Marktständen.
Zentraler Punkt und Namensgeberin des Viertels ist die Magnikirche, die im Jahre 1031 geweiht wurde. In der Weiheurkunde wurde die Stadt Braunschweig (als „Brunesguik“) erstmals urkundlich erwähnt.
Am östlichen Ausgang des Viertels befand sich in den ehemaligen Wallanlagen das Magnitor, das in Richtung Magdeburg führte, bis es 1720 geschlossen und 1787 abgebrochen wurde. Seit 1861/65 liegen bzw. lagen in diesem Bereich das Städtische Museum, Stadtarchiv und Stadtbibliothek. Archiv und Bibliothek wurden inzwischen in das wiederaufgebaute Braunschweiger Schloss verlagert. Südlich davon liegt der Löwenwall mit dem zentralen Obelisken als Erinnerung an die Befreiungskriege.
Am westlichen Ausgang wurde 1972 ein Warenhaus der Horten AG mit den typischen Hortenkacheln errichtet. Architekt dieses voluminösen Gebäudes mit der damals größten Tiefgarage Deutschlands war das Braunschweiger Büro von Helge Bofinger. 1974 wurde das Kaufhaus eröffnet, das später von der Galeria Kaufhof GmbH betrieben wurde. Wie an vielen anderen der 58 Horten Standorten (Stand 1986), zog das Bauwerk, wegen der von Egon Eiermann entwickelten unruhigen Fassade, besonders aber wegen seiner blickdominanten Lage vom Bohlweg und Schlosspark, und als direkter Nachbar des kleinteiligen historischen Magniviertels, viel Kritik auf sich.
Der nördliche Bereich des Magniviertels blieb seit dem Ende des Zweiten Weltkriegs unbebaut. Ein im Jahr 1979 durchgeführter städtebaulicher Ideenwettbewerb: Wohnen in der städtebaulichen Verdichtung "Ackerhof" in Braunschweig sollte diese Stadtkante zur breiten Georg-Eckert-Strasse schließen, die als radialer Zubringer zum City-Tangentenring dient und das Viertel vom Schlosspark abtrennt. "Die Wettbewerbsaufgabe bestand in einer behutsamen baulichen Ergänzung des Magniviertels... Gewerbliche Nutzungen und Wohnen im "Stadthaus" sollten den kleinteiligen Maßstab der vorhandenen alten Bebauung aufnehmen, und sich mit dem Problem der gestalterischen Beziehungen zur Großform des benachbart liegenden Kaufhauses Horten auseinandersetzen". Der Umstand, dass zwei erste und zwei zweite Preise vergeben wurden, signalisiert dass man sich auf Grund der Trennung des Magniviertels vom damals noch unbebauten Schlosspark durch mehrspurige Verkehrsbauwerke und dem voluminösen Kaufhaus Horten nicht zu einer eindeutigen Entscheidung durchringen konnte.

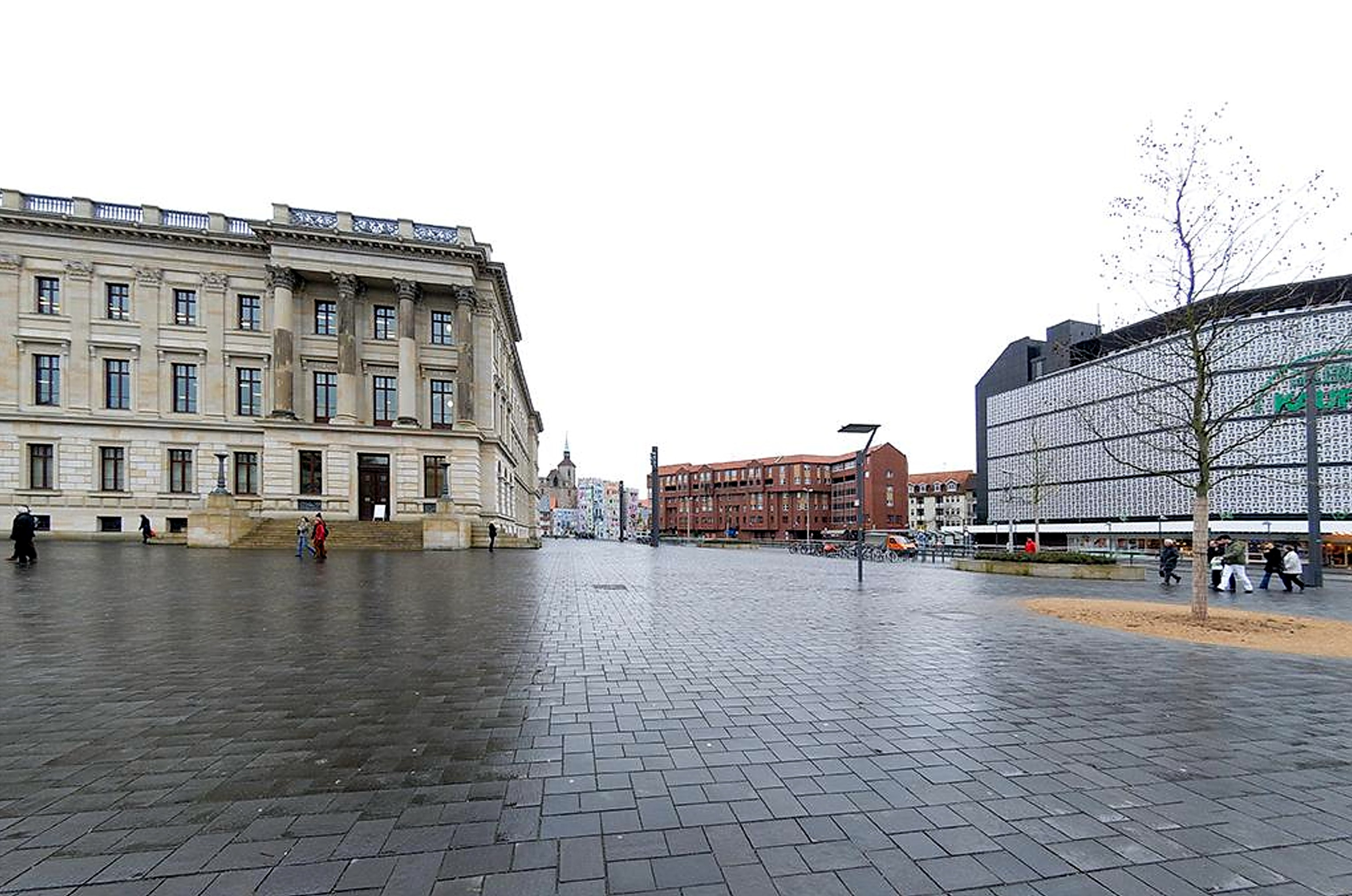
Blick auf das Magnivietel aus Richtung Bohlweg (2007)
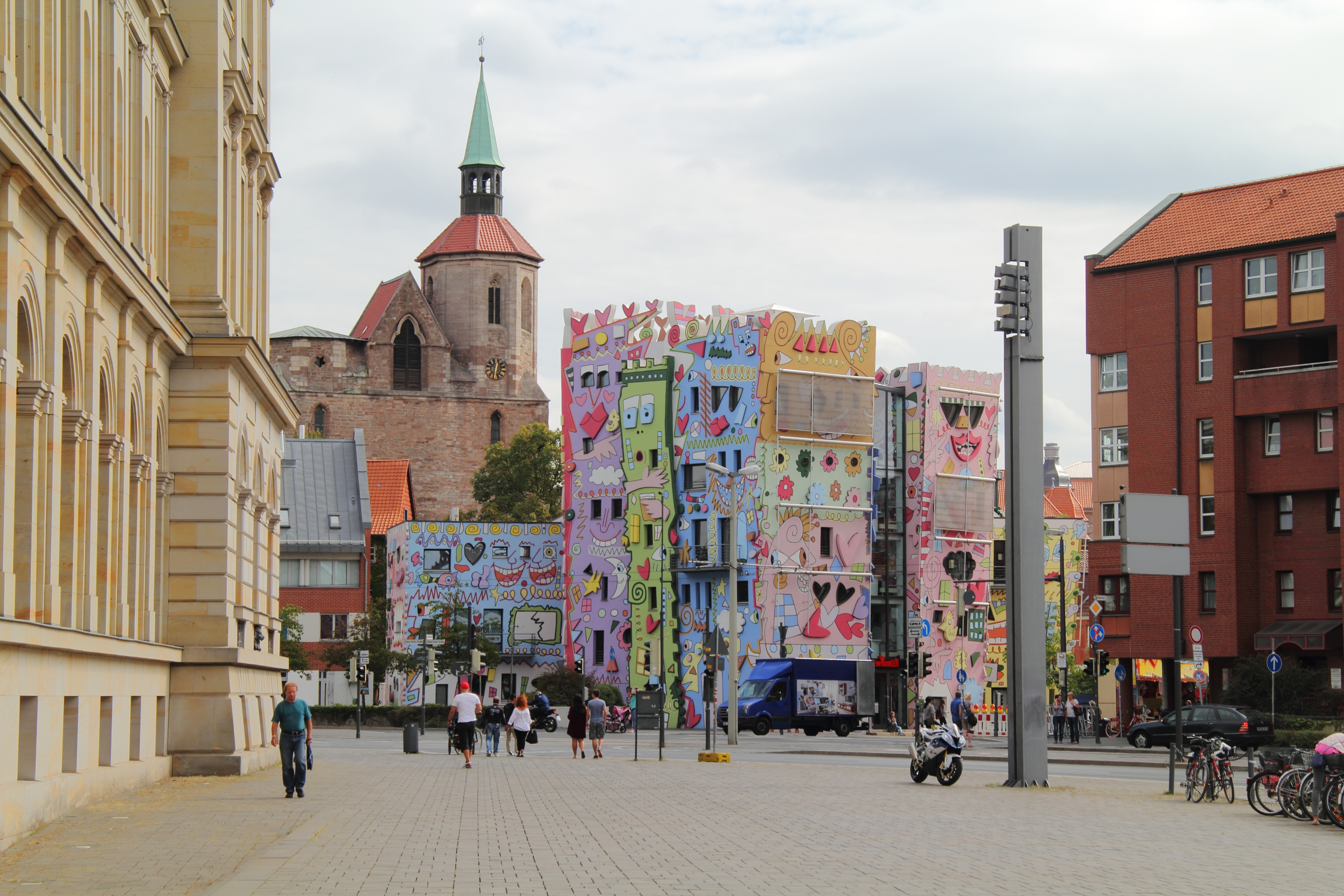
Blick auf das Magniviertel in Höhe der Schlossarkaden (2016)
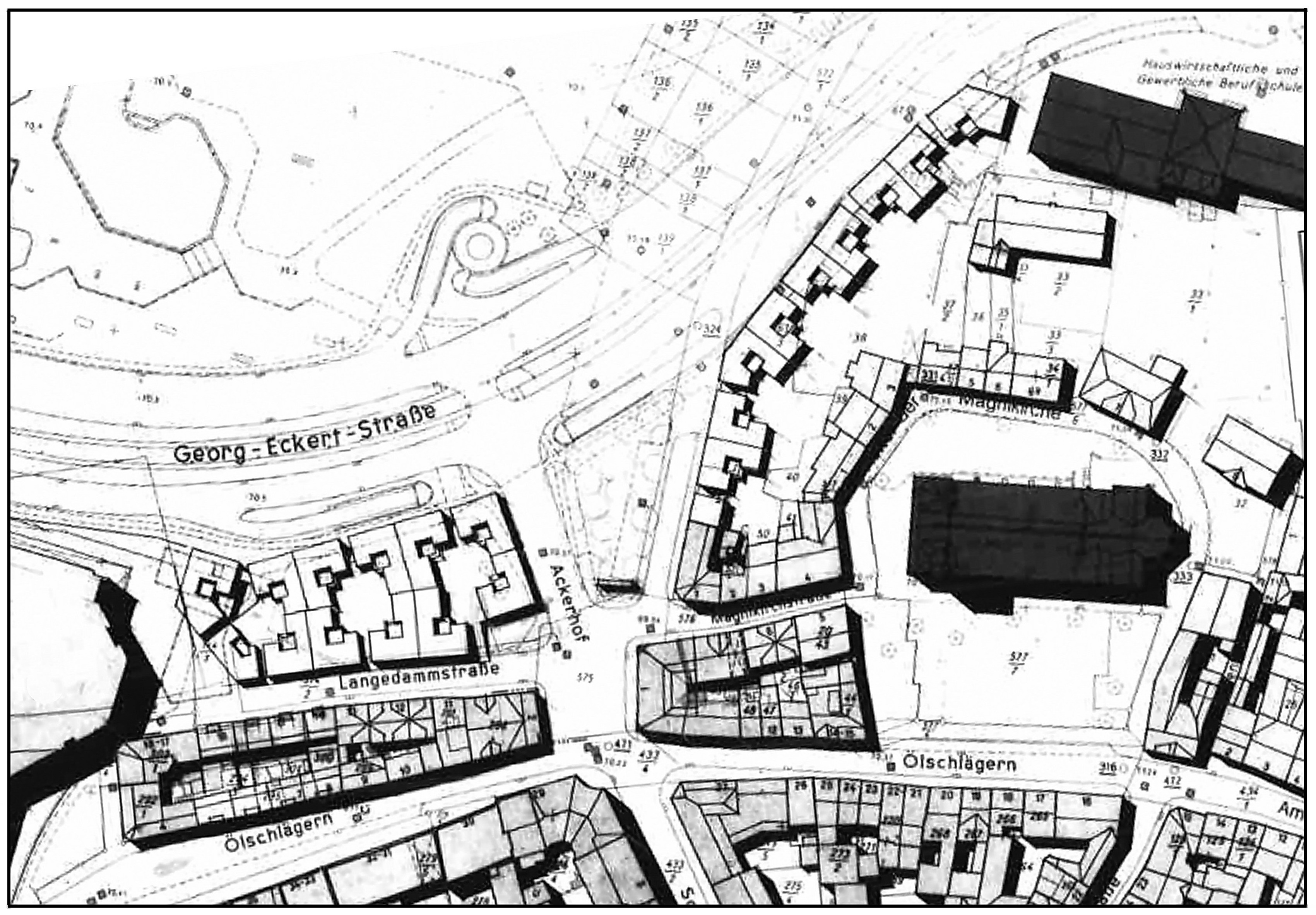
Ideenwettbewerb "Ackerhof", konkave Stadtkante, ein 1. Preis (Hartmut Rüdiger)
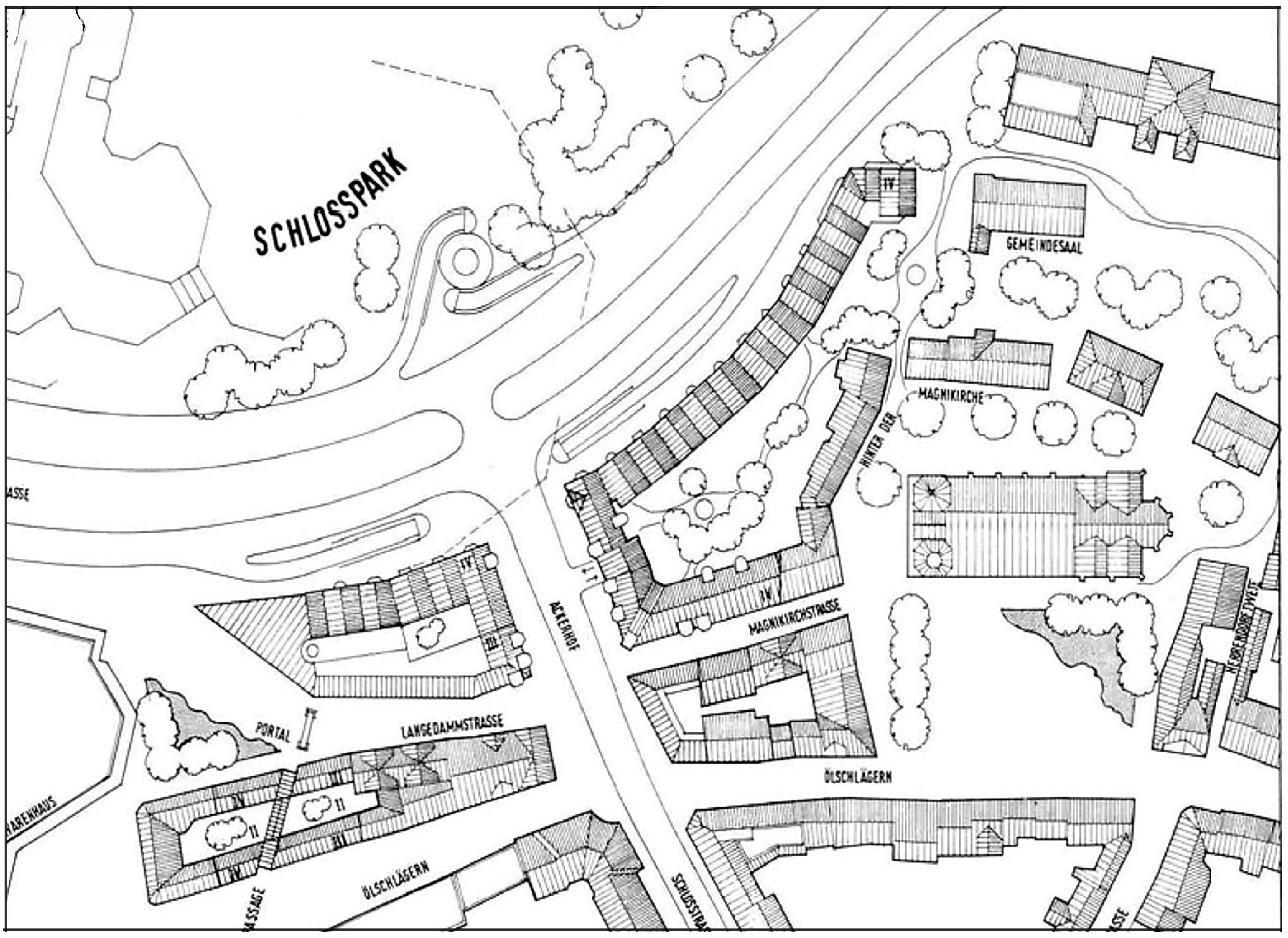
Ideenwettbewerb "Ackerhof", konvexe Stadtkante, ein 2. Preis (Carsten Henze)
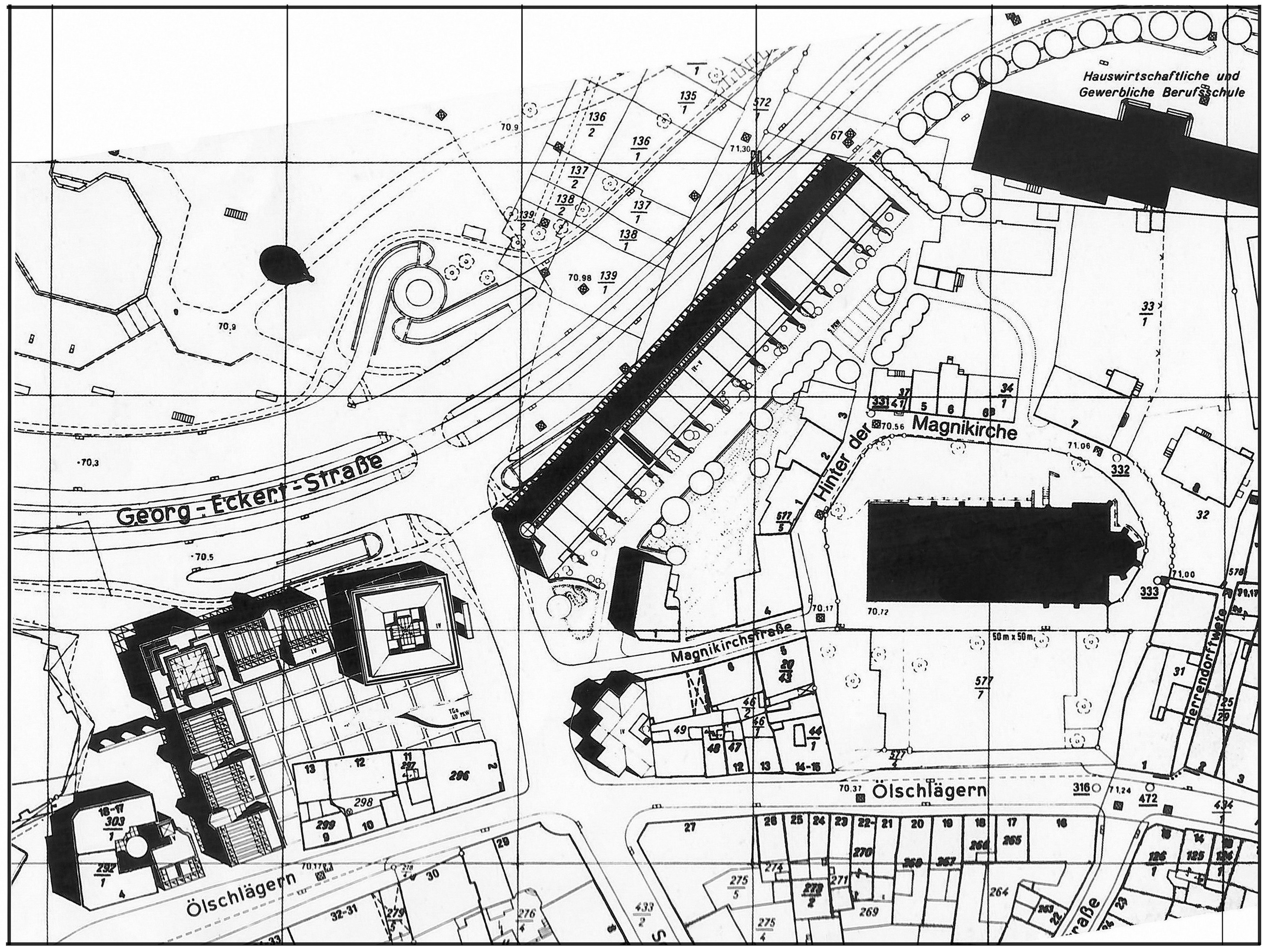
Ideenwettbewerb "Ackerhof", Collage, (Peter Riemann mit Wolfgang Pax)
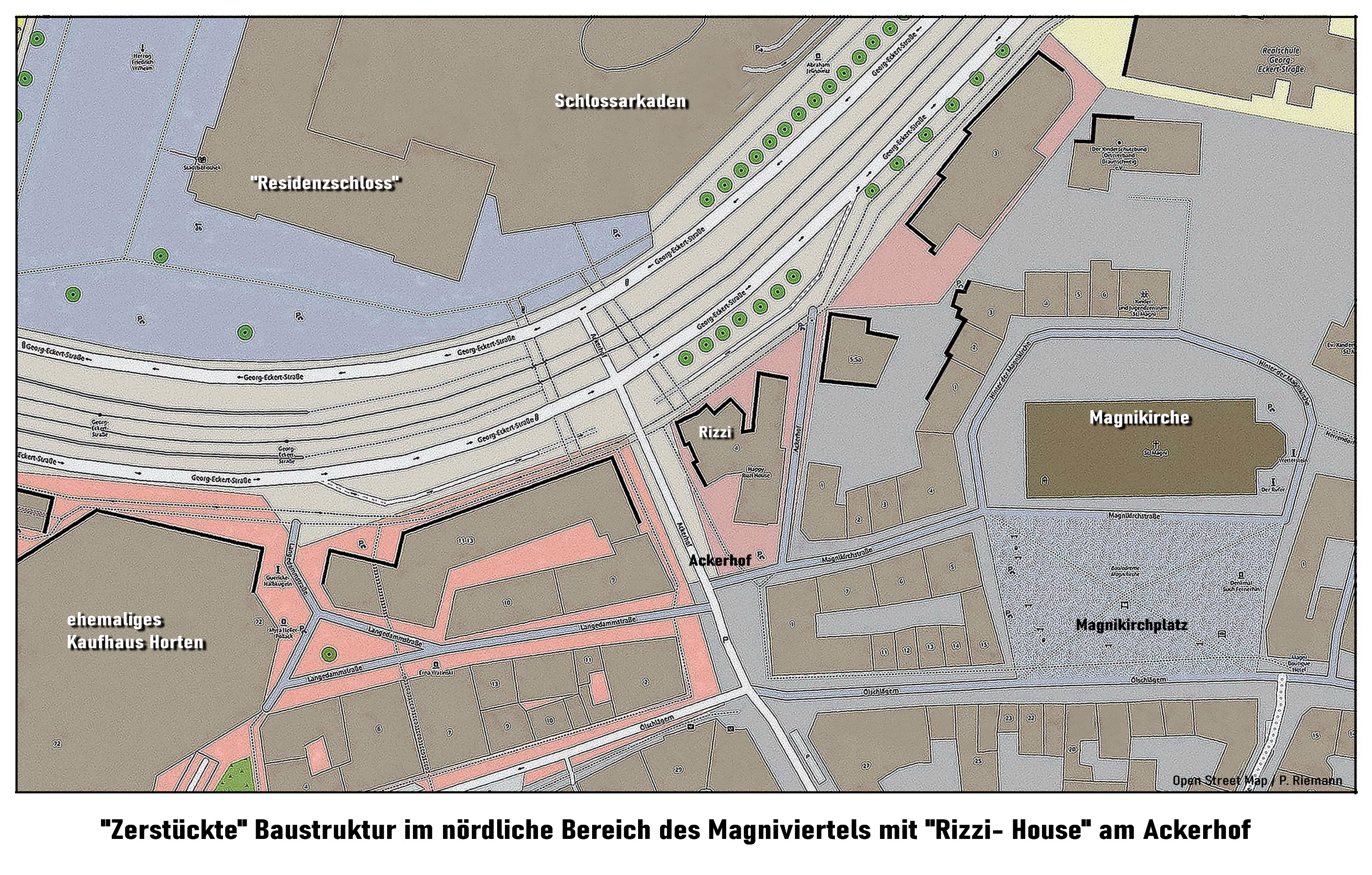
Fragmentierte Stadtkante des Magniviertels (2024)
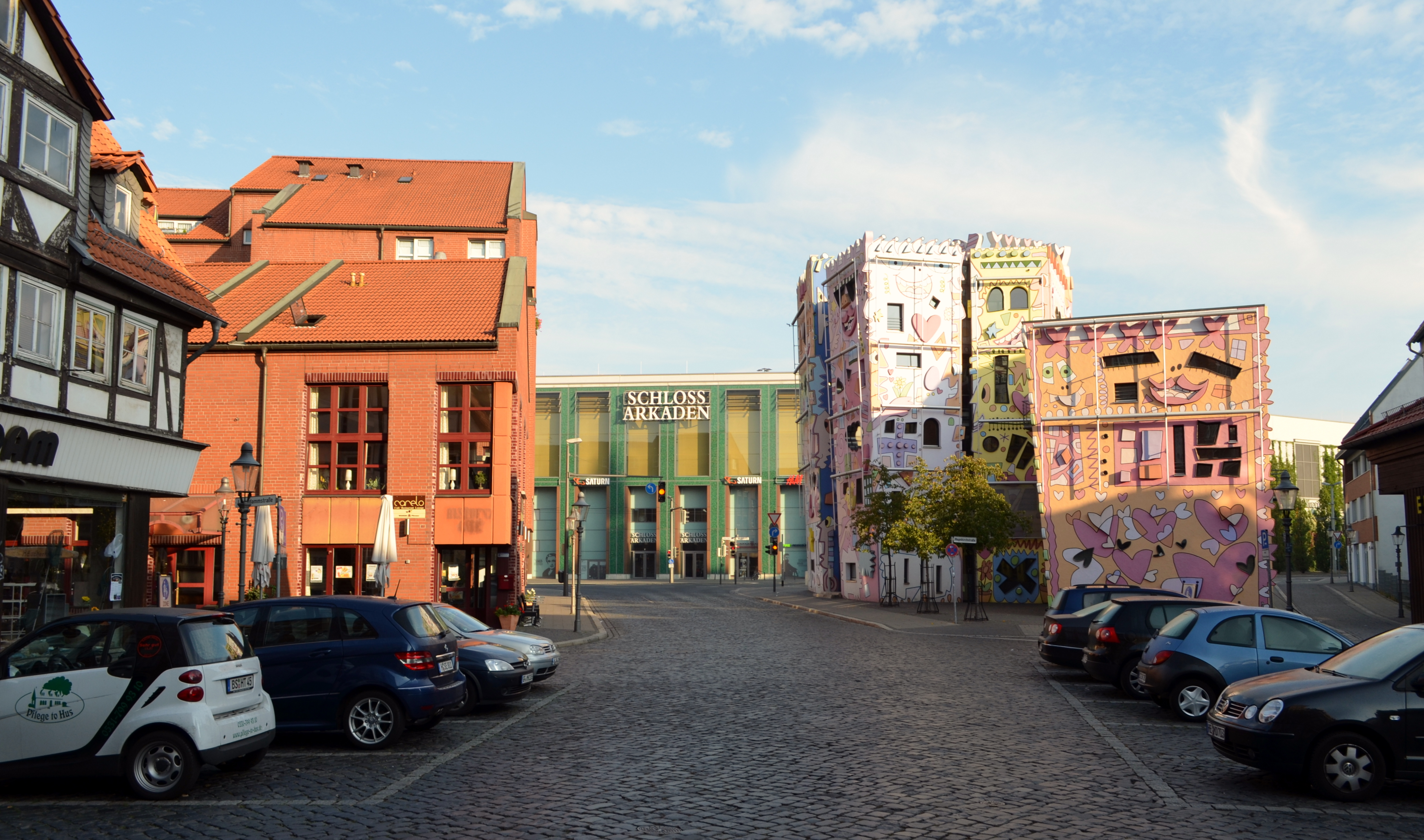
Blick vom Ackerhof auf die Schlossarkaden (2011)

Auch das streng rational aufgebaute Konzept von Oswald Mathias Ungers, mit einem überleitenden Turmhaus zum Kaufhaus Horten und einer Fußgängerbrücke zum Schlosspark fiel bei der Jury durch.
Ein durchgängiges Gesamtkonzept zum damaligen Schlosspark, wie verlangt und von den Wettbewerbsteilnehmer vorgesehen, wurde aus diesem Wettbewerb nicht realisiert. Umgesetzt wurde einzig der mehrgeschossige Ziegelbau der Berliner Architekten Hundertmark/Sawitzki (ein 1. Preis, als Übergang vom Horten-Bau zum angedachten Wohnquartier) mit Unterstützung des in Berlin geborenen Stadtbaurats Konrad Wiese, der vom 1. Dezember 1965 bis 31. März 1990 das Baudezernat der Stadt Braunschweig leitete.
Die Gründe für das "städtebauliche Debakel" begannen mit dem Abbruch der Schlossruine im Jahr 1960, setzten sich mit der Georg-Eckert-Straße als Vision der autogerechten Stadt und dem Horten-Bau fort und endeten mit der "Fehlleistung bei den Schloss-Arkaden", so der Bauhistoriker Elmar Arnhold. Heute erzeugen heterogene Einzelbaukörper wie das damals preisgekrönte Wohn- und Geschäftshaus und das Bürohaus entlang der Georg-Eckert-Strasse eine fragmentierte Stadtkante und das auf einer Restfläche im Bereich des Ackerhofs im Jahr 2001 errichtete „Happy Rizzi House“ bildet, in optischer Konkurrenz zum historischen Bestand und der Magnikirche, dessen Zentrum.
Für Arnhold verkörpert die Nordseite des Magniviertels "einen Jahrmarkt von Architekturen aus dem letzten Viertel des 20. Jahrhunderts: kein vielstimmiger Chor, sondern schrille Dissonanz“ die letztlich auch die mangelnde Kontinuität durch häufigen Personalwechsel im Braunschweiger Stadtbauamt widerspiegelt. Für ihn besteht Hoffnung mit dem umgenutzten Horten-Bau als Ausgangspunkt entlang der Georg-Eckert-Straße doch noch eine nachhaltige Stadtreparatur umzusetzen. Aus seiner Sicht wäre das auch für Braunschweig an dieser Stelle mehr als wünschenswert. „Dies kann hier keinesfalls eine Rekonstruktion etwaiger früherer Zustände bedeuten. Vielmehr könnte eine moderne Bebauung geschaffen werden, welche an die alten Raumbeziehungen anknüpft und attraktive Freiräume schafft", eine Forderung die im Prinzip schon dem Wettbewerb vor 45 Jahren zu Grunde lag.
Zwei Jahre nach dem Vorstoss des Bauhistorikers Arnhold legt die "struhk architektur GmbH" eine Konzeptstudie für das ehemalige Horten Gebäude vor und fragt: "Ist das Horten-Gebäude aus dem Jahre 1972 eine Bausünde oder eine neue Chance für eine zukunftsweisende Entwicklung der Braunschweiger Innenstadt?" Das Konzept sieht ein durchgrüntes Mischnutzungsgebäude als "Regionales Forum" vor. Damit sollte der viel kritisierte Horten Bau, den der Architekt Helge Bofinger am liebsten so nicht realisiert hätte als "Retter des Magniviertels" eine späte positive Würdigung erfahren.
Im Juli 2024 gibt die Stadt Braunschweig in einer gemeinsame Pressemitteilung mit der Volksbank BRAWO eG bekannt, dass ein zweistufiges, sogenanntes kooperatives Wettbewerbsverfahren ausgelobt werden soll."In einer ersten städtebaulich freiraumplanerischen Stufe sollen zunächst in einem größeren Planungskorridor, der auch den Bohlweg und den Baublock des BRAWO Schlosscarrees umfasst, Ideen gesammelt werden. Darauf aufbauend sollen dann in einer zweiten Stufe konkrete Hochbauentwürfe für den engeren Bereich des Galeria-Gebäudes und seines Umfelds entwickelt werden. Das Wettbewerbsverfahren trägt den Titel „BOMA +“. Der Titel ergibt sich aus BOhlweg, MAgniviertel plus Umfeld".